# シュンケイラ・デ・エスパダネード

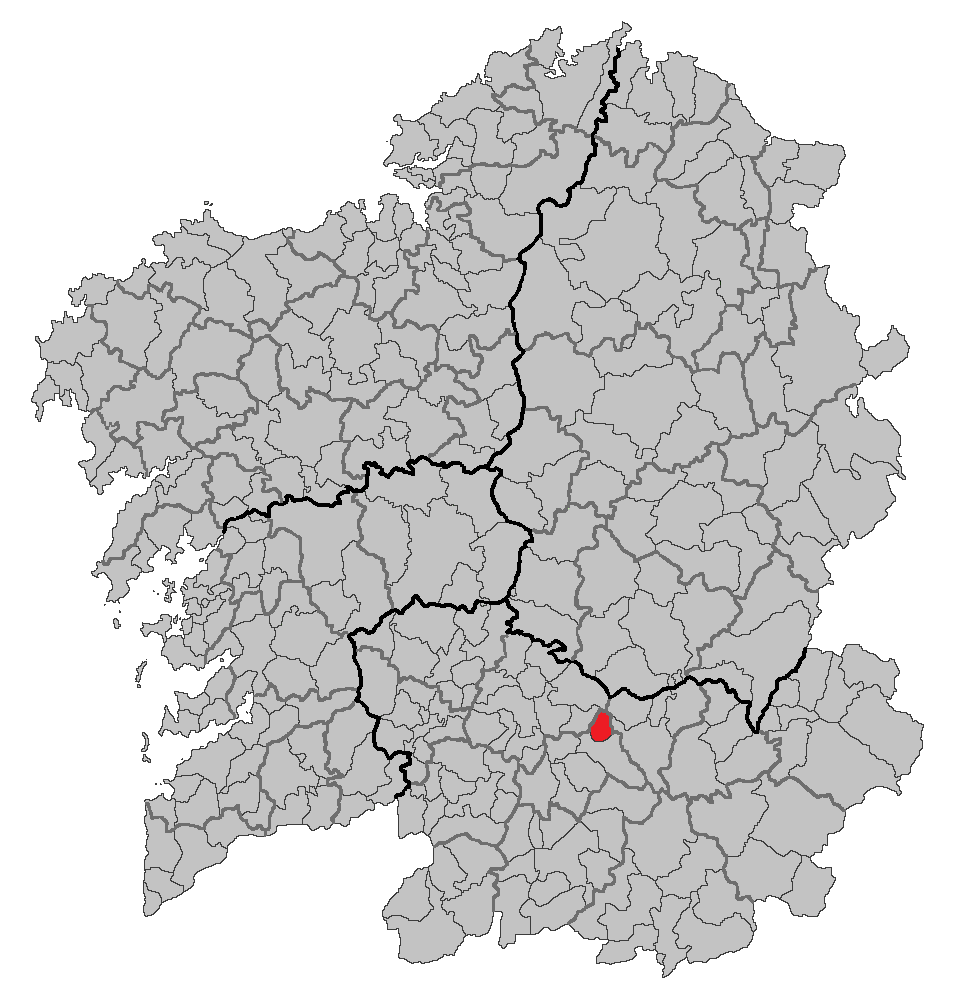

シュンケイラ・デ・エスパダネード（Xunqueira de Espadanedo）は、スペイン、ガリシア州、オウレンセ県の自治体。コマルカ・デ・アジャリス＝マセーダに属する。ガリシア統計局によると、2009年の人口は962人（2006年：1,001人、2005年：1,017人、2004年：1,033人、2003年：1,050人）。住民呼称はxunqueirao/-á。カスティーリャ語表記はJunquera de Espadañedo（フンケーラ・デ・エスパダニェード）。
ガリシア語話者の自治体住民に占める割合は98.56％2001年）。

## 地理
シュンケイラ・デ・エスパダネードはオウレンセ県の北部に位置し、コマルカ・デ・アジャリス＝マセーダに属する。北はノゲイラ・デ・ラムインとパラーダ・デ・シル、東はモンテデラーモと、南はマセーダと、西はエスゴスの各自治体と接する。

### 人口
シュンケイラ・デ・エスパダネードの人口は4の教区の25の集落に分散している。
| シュンケイラ・デ・エスパダネードの人口推移 1900－2010   |
|                                                         |
| 出典:INE（スペイン国立統計局）1900年 - 1991年、1996年 - |

## 経済
ニニョダギア教区の伝統的手法で制作される陶器が有名である。

## 政治
自治体首長はガリシア国民党（PPdeG）のリカルド・ゴンサーレス・ラヘ（Ricardo González Lage）、自治体評議員はガリシア国民党：7、ガリシア民族主義ブロック（BNG）：2となっている（2007年の自治体選挙の結果）。

## 教区
シュンケイラ・デ・エスパダネードは4の教区に分けられている。
- ニニョダギア（サンタ・マリーア）
- オス・ペンソス（サン・ペドロ）
- ラミル（サン・ミゲル）
- シュンケイラ・デ・エスパダネード（サンタ・マリーア）